# Ohatchee
Ohatchee è un comune degli Stati Uniti d'America situato nella contea di Calhoun dello Stato dell'Alabama.